# 죄르
죄르(헝가리어: Győr, 독일어: Raab 라프[*], 슬로바키아어: Ráb 라프)는 헝가리 북서부에 위치한 도시로 죄르모숀쇼프론 주의 주도이며 면적은 174.61km2, 인구는 131,267명(2011년 기준), 인구 밀도는 730.71명/km2이다. 도나우강과 접하고 있고 부다페스트(헝가리의 수도)와 빈(오스트리아의 수도)의 중간 지점에 위치한다. 중앙유럽의 관문 역할을 한다.

## 역사
고대부터 사람이 살았다고 전해지며 5세기에는 켈트족이 정착했다. 8세기까지는 "아라보나"(Ara Bona, Arrabona)라는 마을이 존재했다. 죄르의 독일어 이름인 "라프"(Raab), 슬로바키아어 이름인 "라프"(Ráb)는 여기서 유래된 이름이다.
500년경에는 슬라브족, 547년에는 랑고바르드인, 568년부터 800년경까지는 아바르족이 정착했고 880년부터 894년까지 대모라바 왕국의 지배를 받았다. 900년경에 헝가리인들에 의해 정복된 뒤에는 폐허가 된 로마 제국 시대의 요새가 재건되었다. 헝가리의 이슈트반 1세 국왕이 이 곳을 관할하는 주교를 임명하면서 죄르라는 이름이 등장했다.
1241년부터 1242년까지 있었던 몽골 제국의 침공, 1271년에 있었던 보헤미아의 침공으로 인해 죄르는 크게 파괴되었다. 1541년부터 17세기 말까지 오스만 제국이 헝가리 중부, 동부를 지배하던 동안에 죄르는 폐허로 남아 있었으며 튀르키예어로는 '야느크칼레'(튀르키예어: Yanık kale, "불에 탄 성"이라는 뜻)라고 불렀다.
이탈리아 출신의 건축가들이 죄르를 재건하면서 죄르에는 새로운 성과 요새가 건립되었다. 1594년 헝가리군의 보병 사령관이었던 체스네키 야노시(Cseszneky János)가 사망하면서 오스만 제국 군대가 죄르를 정복했지만 1598년 헝가리-오스트리아 연합군이 죄르를 탈환했다.
1743년 오스트리아의 마리아 테레지아 여대공에 의해 제국자유도시 칭호를 받으면서 죄르에는 학교, 성당, 병원, 수도원이 건립되었다. 1809년에는 나폴레옹 전쟁의 여파로 인해 파괴되기도 했지만 나중에 재건되었다.
19세기 중반에는 도나우 강에 증기선이 운항하면서 무역 도시로 발전했지만 1861년 부다페스트와 너지커니저 사이를 연결하는 철도가 개통되면서 쇠퇴했다. 죄르의 지배자들은 죄르의 산업화를 진행했지만 제2차 세계 대전의 여파로 인해 크게 파괴되기도 했다.
아우디의 현지공장이 죄르에 있다.

## 인구
| 연도 | 인구    | ±%     |
| ---- | ------- | ------ |
| 1870 | 21,767  | —      |
| 1890 | 28,175  | +29.4% |
| 1900 | 38,094  | +35.2% |
| 1910 | 45,083  | +18.3% |
| 1920 | 51,268  | +13.7% |
| 1930 | 52,456  | +2.3%  |
| 1941 | 58,431  | +11.4% |
| 1949 | 58,431  | +0.0%  |
| 1960 | 72,060  | +23.3% |
| 1970 | 102,600 | +42.4% |
| 1980 | 124,147 | +21.0% |
| 1990 | 129,331 | +4.2%  |
| 2001 | 129,412 | +0.1%  |
| 2011 | 129,527 | +0.1%  |
| 2020 | 133,946 | +3.4%  |

## 기후
| 죄르 (1991년~2020년)의 기후                     | 죄르 (1991년~2020년)의 기후 | 죄르 (1991년~2020년)의 기후 | 죄르 (1991년~2020년)의 기후 | 죄르 (1991년~2020년)의 기후 | 죄르 (1991년~2020년)의 기후 | 죄르 (1991년~2020년)의 기후 | 죄르 (1991년~2020년)의 기후 | 죄르 (1991년~2020년)의 기후 | 죄르 (1991년~2020년)의 기후 | 죄르 (1991년~2020년)의 기후 | 죄르 (1991년~2020년)의 기후 | 죄르 (1991년~2020년)의 기후 | 죄르 (1991년~2020년)의 기후 |
| 월                                              | 1월                         | 2월                         | 3월                         | 4월                         | 5월                         | 6월                         | 7월                         | 8월                         | 9월                         | 10월                        | 11월                        | 12월                        | 연간                        |
| ----------------------------------------------- | --------------------------- | --------------------------- | --------------------------- | --------------------------- | --------------------------- | --------------------------- | --------------------------- | --------------------------- | --------------------------- | --------------------------- | --------------------------- | --------------------------- | --------------------------- |
| 역대 최고 기온 °C (°F)                          | 17.5 (63.5)                 | 20.5 (68.9)                 | 23.4 (74.1)                 | 31.2 (88.2)                 | 33.1 (91.6)                 | 36.6 (97.9)                 | 39.6 (103.3)                | 40.6 (105.1)                | 33.7 (92.7)                 | 28.1 (82.6)                 | 23.4 (74.1)                 | 17.6 (63.7)                 | 40.6 (105.1)                |
| 일평균 최고 기온 °C (°F)                        | 3.5 (38.3)                  | 6.4 (43.5)                  | 11.6 (52.9)                 | 17.8 (64.0)                 | 22.2 (72.0)                 | 26.0 (78.8)                 | 28.2 (82.8)                 | 27.9 (82.2)                 | 22.3 (72.1)                 | 16.4 (61.5)                 | 9.8 (49.6)                  | 4.2 (39.6)                  | 16.4 (61.5)                 |
| 일일 평균 기온 °C (°F)                          | 0.3 (32.5)                  | 2.1 (35.8)                  | 6.3 (43.3)                  | 11.7 (53.1)                 | 16.2 (61.2)                 | 19.9 (67.8)                 | 21.6 (70.9)                 | 21.1 (70.0)                 | 16.2 (61.2)                 | 10.9 (51.6)                 | 6.0 (42.8)                  | 1.3 (34.3)                  | 11.1 (52.0)                 |
| 일평균 최저 기온 °C (°F)                        | −2.7 (27.1)                 | −1.6 (29.1)                 | 1.7 (35.1)                  | 5.9 (42.6)                  | 10.3 (50.5)                 | 14.1 (57.4)                 | 15.6 (60.1)                 | 15.0 (59.0)                 | 11.0 (51.8)                 | 6.6 (43.9)                  | 2.8 (37.0)                  | −1.4 (29.5)                 | 6.4 (43.5)                  |
| 역대 최저 기온 °C (°F)                          | −18.4 (−1.1)                | −20.4 (−4.7)                | −15.2 (4.6)                 | −6.1 (21.0)                 | −1.4 (29.5)                 | 3.6 (38.5)                  | 7.3 (45.1)                  | 6.8 (44.2)                  | 0.5 (32.9)                  | −9.5 (14.9)                 | −11.5 (11.3)                | −22.1 (−7.8)                | −22.1 (−7.8)                |
| 평균 강수량 mm (인치)                           | 32.7 (1.29)                 | 26.9 (1.06)                 | 37.5 (1.48)                 | 35.8 (1.41)                 | 63.1 (2.48)                 | 59.1 (2.33)                 | 64.8 (2.55)                 | 58.4 (2.30)                 | 59.3 (2.33)                 | 48.2 (1.90)                 | 46.4 (1.83)                 | 37.4 (1.47)                 | 569.6 (22.43)               |
| 평균 강수일수 (≥ 1.0 mm)                        | 6.3                         | 6.2                         | 7.1                         | 5.6                         | 8.3                         | 7.2                         | 7.7                         | 6.3                         | 6.8                         | 6.5                         | 7.6                         | 6.7                         | 82.3                        |
| 평균 상대 습도 (%)                              | 82.2                        | 75.8                        | 68.5                        | 63.2                        | 66.5                        | 67.0                        | 66.5                        | 68.5                        | 74.1                        | 78.9                        | 82.4                        | 84.0                        | 73.1                        |
| 평균 월간 일조시간                              | 60                          | 97                          | 138                         | 189                         | 247                         | 250                         | 268                         | 259                         | 188                         | 143                         | 73                          | 51                          | 1,963                       |
| 출처 1: 헝가리 기상청 (일조시간: 1981년~2010년) |                             |                             |                             |                             |                             |                             |                             |                             |                             |                             |                             |                             |                             |
| 출처 2: 미국 해양대기청                         |                             |                             |                             |                             |                             |                             |                             |                             |                             |                             |                             |                             |                             |

## 자매 도시
- 핀란드 쿠오피오
- 독일 에르푸르트
- 독일 잉골슈타트
- 독일 진델핑겐
- 프랑스 콜마르
- 러시아 브랸스크
- 루마니아 브라쇼브
- 이스라엘 나자렛일리트
- 우루과이 몬테비데오
- 중화인민공화국 우한시
- 폴란드 포즈난